# Ballad of a Thin Man
Pistes de Highway 61 Revisited
From a Buick 6 Queen Jane Approximately
Ballad of a Thin Man est une chanson écrite et interprétée par Bob Dylan, tirée de l'album Highway 61 Revisited en 1965.

## Explication
Chanson sombre et menaçante, Ballad of a Thin Man raconte les péripéties du très conformiste « Mr. Jones », entrant dans une pièce où se déroule un cirque rocambolesque et burlesque et ne comprenant pas ce qui s'y passe (« But you don't know what it is »). Il apparaît aussi perdu et égaré que Nick Charles, le personnage principal du célèbre film de 1934 The Thin Man (L'Introuvable) l'aurait été s'il avait rencontré Allen Ginsberg et Peter Orlovsky
L'identité de ce Mr. Jones a longtemps fait l'objet de débats et de questions. Au moins cinq interprétations sont possibles : 

1. Lors d'une interview donnée en 1965, Dylan répond à propos de ce titre :

« C'est un ramasseur de balles. Il porte aussi des bretelles. C'est une vraie personne. Vous le connaissez, mais pas sous ce nom... Je l'ai vu entrer dans la chambre, un soir, et il ressemblait à un chameau. Il a commencé à ranger ses yeux dans sa poche. Je lui ai demandé qui il était et il a dit "C'est Mr. Jones". Alors j'ai demandé à ce chat "Il ne fait rien d'autre que ranger ses yeux dans sa poche ?" Et il m'a dit : "Il met son nez par terre". Tout est là, c'est une histoire vraie »

2. Toutes références à Dylan et à sa vie mises à part, le terme « Mr. Jones » fait généralement référence à l'expression anglophone Keeping up with the Joneses (en) – une allusion au prototype de la famille américaine typique et matérialiste, tout le contraire du style de vie que représentaient Dylan et le mouvement de contreculture des années 1960.
3. Les premiers vers de la chanson, « You walk into the room, with your pencil in your hand » (« tu entres dans la chambre, un crayon à la main »), semble soutenir la théorie selon laquelle « Mr. Jones » serait un journaliste. Dans une interview donnée au magazine Q dans les années 1980, Dylan semble faire référence à Max Jones, un ancien critique musical du magazine Melody Maker, validant l'idée selon laquelle « Mr. Jones » serait simplement un des nombreux critiques musicaux qui n'arrivaient pas à comprendre les chansons de Dylan, notamment les plus symboliques et allégoriques qu'il a pu écrire dans le milieu des années 1960. Une autre théorie suggère que le Jones en question serait en fait Jeffrey Owen Jones, qui deviendra plus tard professeur de cinéma à la Rochester Institute of Technology. Stagiaire au Time, Jones avait interviewé Dylan seulement quelques jours avant sa légendaire performance au Newport Folk Festival de 1965.
En 2007, dans le film surréaliste de Todd Haynes librement inspiré de la vie de Dylan I'm Not There, l'acteur Bruce Greenwood joue « Keenan Jones », un journaliste qui ne parvient pas à comprendre le sens caché derrière les chansons écrites par le personnage dylanesque de Jude Quinn (Cate Blanchett). Dans le film, Jones fait un cauchemar surréaliste durant lequel Stephen Malkmus reprend Ballad of a Thin Man en fond sonore. Dans ce cauchemar, Keenan Jones se retrouve tour à tour spectateur et acteur d'un cirque de monstruosités ambulant, finissant même dans une cage et sommé de prendre le micro par Jude Quinn. Greenwood joue également le personnage de Pat Garrett dans la séquence interprétée par Richard Gere (faisant référence au combat épique entre Billy the Kid et son ami Pat Garrett, ainsi qu'au rôle joué par Dylan dans le film du même nom).
4. On a également avancé que cette chanson aurait en fait été composée en référence à Brian Jones, fondateur et multi-instrumentiste des Rolling Stones. Dylan était ami de Jones et assista à sa lente déchéance, avant sa mort accidentelle en 1969.

## Parutions
Ballad of a Thin Man est parue sur l'album Highway 61 Revisited (1965). Sans compter celles sur les 36 cd du coffret The 1966 Live Recordings (sorti en 2016), au moins sept versions live différentes ont été publiées, sur les albums Before the Flood (1974), Bob Dylan at Budokan (1979), Real Live (1984), The Bootleg Series Vol. 4: Bob Dylan Live 1966, The "Royal Albert Hall" Concert (1998), The Bootleg Series Vol. 7: No Direction Home: The Soundtrack (2005), Live 1962 – 1966: Rare Performances From The Copyright Collections (2018) et sur le cd 3 du coffret The Rolling Thunder Revue: The 1975 Live Recordings (2019). Dylan a fréquemment interprété la chanson en concert.

## Héritage et clins d'œil
Nombre d'artistes ont fait référence à Ballad of a Thin Man dans leurs chansons. Le « Mr. Jones de Dylan » est mentionné dans Yer Blues, une chanson parue sur le White Album des Beatles, et dans Who Is Mr. Jones? de Momus (selon lequel « Mr. Jones est un homme qui ne sait pas qui est Mr. Jones »), tirée de lalbum Little Red Songbook. Le groupe de rock anglais The Jam y fait référence dans Down in a Tube Station at Midnight, où « Mr. Jones s'est fait écraser ». Certains pensent que le Mr. Jones du titre des Counting Crows Mr. Jones est une allusion à peine voilée au protagoniste de Ballad of a Thin Man, ce que soutiennent les paroles (« je veux être Bob Dylan, Mr. Jones voudrait juste être quelqu'un d'un peu plus funky »). Une autre chanson appelée Mr. Jones est parue sur l'album Naked des Talking Heads ; elle décrit un Mr. Jones à la troisième personne et pouvant avoir un lien avec le personnage créé par Bob Dylan (« il n'est pas si ringard »). Dans la chanson Flying High, Country Joe and the Fish écrit que « Mr. Jones ne me tendra pas la main ».
Le rappeur Rocé a samplé ce morceau pour le titre Du Fil de fer au Fil de soie, sur l'album Gunz & Rocé (2013).

## Source
- (en) Cet article est partiellement ou en totalité issu de l’article de Wikipédia en anglais intitulé « Ballad of a Thin Man » (voir la liste des auteurs).